# 汤郎乡
汤郎乡，是中华人民共和国云南省昆明市禄劝彝族苗族自治县下辖的一个乡镇级行政单位。

## 行政区划
汤郎乡下辖以下地区：
汤郎村、普莫村、典文村、封过村、吴家村、代家村、板桥村、细柞村和羊槽村。